# Señor de la Humildad
El Santísimo Cristo de la Humildad es una escultura que representa a Cristo en los momentos previos a su crucifixión y muerte; fue elaborada por Manuel Torres y se venera en la Capilla de la Humildad en Santa Rosa de Osos desde el siglo XIX. 

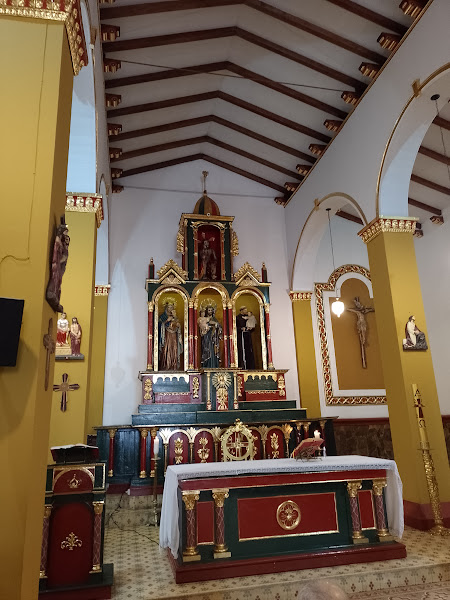
Altar en la Capilla de la Humildad obra de Manuel María Lopera

La imagen del Señor de la Humildad es conocida por la serenidad y melancolía que expresa su actitud: desnudo, sentado sobre una piedra y la cabeza apoyada sobre una mano, según la forma medieval de representar a Cristo antes de su muerte en la cruz.

“Cuando el imaginero Manuel Torres talló en la pulpa vegetal una lívida estampa del rey de los judíos, espinada la frente, escarnecido por la peor humillación que haya sufrido ser humano, guiñapo de una estúpida e inútil flagelación, los hijos del pueblo le escogieron como la imagen de sus almas atormentadas y se miraron largamente en el espejo refulgente de sus ojos de humana melancolía”.

El maestro Manuel Torres talló la imagen en respuesta al querer de los santarrosanos quienes, habiendo visto las funciones religiosas que en Santa Fe de Antioquia y Medellín se celebraban, dispusieron crear una hermandad:

“Los señores José Toro y Emilio Arango, viendo los pasos que iban en procesión en Semana Santa de 1846, manifestaron que en Medellín los artesanos tenían su santo, las señoras su santo, las monjas su santo y que cada cual lo adornaba con mucho gusto y lo sacan en le Semana Santa a lucirse y a recordar la pasión y muerte del redentor; y que en Santa Rosa de Osos debía hacerse lo mismo. Dicho y hecho, pues a poco consiguieron la estatua”.

La imagen conserva los rasgos fundamentales que caracterizan la devoción al Señor de la Piedra Fría difundida a partir de la primera mitad del siglo XVI en Europa y que sería propagada por América Latina por los religiosos Jesuitas. El Cristo dio su nombre al templo en el que se le ha venerado y, además, fue titular de hermandad que fijó la fiesta para el 6 de agosto de cada año.
La imagen está ubicada en el altar mayor del templo y desfila en las procesiones de Semana Santa y en su fiesta principal.